# Stephanoceros vulgaris
Stephanoceros vulgaris is een raderdiertjessoort uit de familie Collothecidae. De wetenschappelijke naam van deze soort is voor het eerst geldig gepubliceerd in 1835 door Oken.